# Platyceps scortecci
Platyceps scortecci är en ormart som beskrevs av Lanza 1963. Platyceps scortecci ingår i släktet Platyceps och familjen snokar. Inga underarter finns listade i Catalogue of Life.
Artens utbredningsområde är Somalia. Honor lägger ägg.